# 迪隆·凱西
迪隆·凱西（Dillon Francis Casey，1983年10月29日—）是加拿大的一位演員和製作人，出生在美國。他最著名的作品是在CW電視劇尼基塔中飾演Sean Pierce角色。